# Karlsgårdeværket
 Der er for få eller ingen kildehenvisninger i denne artikel, hvilket er et problem. Du kan hjælpe ved at angive troværdige kilder til de påstande, som fremføres i artiklen.

Karlsgårdeværket ligger ved Karlsgårde Sø nordøst for Varde tæt på Sig. Det var tidligere Danmarks næststørste vanddrevne elektricitetsværk. Værket producerede 5 GWh om året. Værket stammer oprindelig fra 1921, men blev udbygget under 2. verdenskrig.
I 1920erne, da Karlsgårdeværket blev oprettet, gravede man den ca. 7 km lange Holme Kanal.
I forbindelse med udvidelsen af Karlsgårde Vandkraftværket blev den 10 km lange Ansager Kanal åbnet i 1945 for at udnytte vandet i Varde Å til energiproduktion. Varde Ås vand blev ledt gennem Ansager Stemmeværk og Ansager Kanal til Karlsgårde Sø.
Værket drives af vand fra Holme Å og Varde Å, som føres gennem et ca. 17 km langt kanalsystem ind i Karlsgårde Sø. Sydvest Energi besluttede i 2006 at indstille driften af vandkraftværket i løbet af en 10-årig periode. I forbindelse hermed ønsker ejeren, Sydvest Energi, at afgive rettighederne til opstemning af og vandindvinding fra vandløbene i Varde Å-systemet og at stille vandet til rådighed for naturgenopretningsformål. Det gøres i forbindelse med naturoprettelsen af Varde Å, samt redning af den truede laksefisk snæblen og Vardelaksen.
Karlsgårdeværket slukkede for turbinerne i 2011.